# كاردلا
كاردلا هي بلدة تقع في جزيرة هييوما،إستونيا وهي عاصمة مقاطعة هيو.